# Prozvenella marginipennis
Prozvenella marginipennis är en insektsart som först beskrevs av Guérin-Méneville 1844.  Prozvenella marginipennis ingår i släktet Prozvenella och familjen syrsor. Inga underarter finns listade i Catalogue of Life.